# ネットでボンバーマン
『ネットでボンバーマン』は2004年2月19日にハドソンから発売されたPlayStation 2用アクションゲーム。

## 概要
オンライン対戦専用のボンバーマンで、最大で8人対戦が可能。メンバーが足りない場合はCPU操作のメカボン（強度が異なる1号〜3号、ランダム強度の試作）が参加する。
フキダシによる簡易チャットやボンバーマンのカラーカスタマイズが可能。
発売前にはプレリリース版として「ボンバーマンオンライン」を2003年11月から2004年2月16日まで無料提供していた。サービスは継続コースの場合、月額500円（税別、ログイン開始月と翌月は無料）であったが、2006年1月31日をもってサービス終了している。